# Кидд, Уильям
Уильям Кидд (англ. William Kidd) (22 января 1645, Гринок — 23 мая 1701, Лондон) — шотландский моряк и английский капер. Известен благодаря громкому судебному разбирательству его преступлений и пиратских нападений, итоги которого оспариваются и по сей день. По мнению некоторых современных историков, Кидд действовал согласно полученному им каперскому патенту и не нападал на союзные корабли.
Фактические деяния Уильяма, как капера и пирата, заметно уступали славе других пиратов того времени, но благодаря интересу писателей к приключениям «ужасного разбойника» капитан Уильям Кидд стал одним из самых известных пиратов в истории.

## Биография
В некоторых источниках именем капитана Кидда является не Уильям, а Роберт (англ. Robert): так, например, в книге Чарльза Эллмза (англ. Charles Ellms) «The Pirates Own Book, Or Authentic Narratives of the Lives, Exploits, and Executions of the Most Celebrated Sea Robbers: With Historical Sketches of the Joassamee, Spanish, Ladrone, etc», изданной в 1837 году, посвященная Кидду глава названа «Приключения капитана Роберта Кидда» (англ. The Adventures of Captain Robert Kidd). В последующих переизданиях приводилась сноска, что настоящее имя Кидда — Уильям. Есть мнение, что капитан Роберт Кидд появился в версиях 1730—1820 годов ставшей популярной так называемой баллады «Прощание капитана Кидда с морями». Согласно хранящимся в Национальном архиве Великобритании в Кью документам, имеющим отношение к капитану Кидду (переписка с графом Белломонтским, протокол допроса в Бостоне, письма из Ньюгетской тюрьмы, свидетельские показания в Верховном Суде Адмиралтейства и другие), Кидда звали Уильям.

### Детство и юность
Существует несколько версий относительно даты и места рождения Уильяма Кидда, а также того, как прошли его детство и юность. По одной из них, Уильям родился в 1645 году в городе Гринок, Инверклайд (Шотландия). О родителях известно только то, что отец, пресвитерианский священник Церкви Шотландии (англ. Church of Scotland minister), умер, когда Кидду было пять лет. По другой версии, отец Кидда был священником нонконформистской церкви и погиб в кораблекрушении 14 августа 1679 года. Однако исследователь Дэвид Добсон (англ. David Dobson) из Сент-Эндрюсского университета отвергает эти версии, ссылаясь на то, что в церковных книгах Гринока того периода нет упоминаний фамилии Kidd или Kyd, как в записях о рождении и крещении, так и в записях о служащих. Зато Добсон обнаружил такую запись о крещении в книгах Данди.

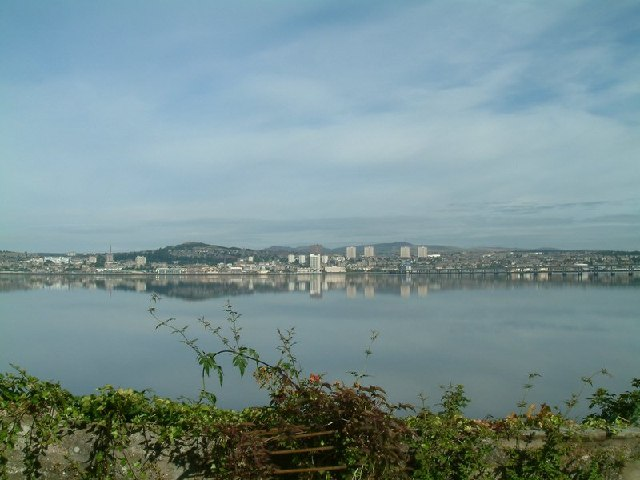
Данди (Шотландия) — предполагаемое место рождения Кидда

Согласно этой версии, Кидд родился 22 января 1654 года в Данди (Шотландия) в семье Джона Кида (англ. John Kid) и Элспет (Бесси) Батшар (англ. Elspet (Bessie) Butchart, род. 4 ноября 1632 года). Всего в семье было 4 детей: Томас (англ. Thomas Kyd, родился 8 июня 1648 года), Джон (англ. John Kyd, родился 17 июня 1651 года), Уильям (англ. William Kid) и Джанет (англ. Jonat Kid, хотя вероятнее всего Janet, так как в дальнейшем будут записи о её замужестве; родилась 21 февраля 1658 года), при этом мать указана только у двух последних. Предполагается, что отец Уильяма, капитан Джон Кидд, пропал без вести в море, и мать в связи с этим получала вдовью пенсию от Морского управления (англ. Local Seafarer’s Society). Морскую карьеру отца и то, что Уильям жил в районе доков, называют основными причинами, почему Кидд решил связать свою жизнь с морем. По некоторым предположениям, после смерти отца Кидда мать с пятилетним Уильямом иммигрировали в Нью-Йорк, где он позднее и обучался морскому делу, однако эта версия кажется сомнительной, так как сведения о братьях и сестре Уильяма отслеживаются в архивах до 1691 года. Ричард Закс (англ. Richard Zacks), основываясь на исследовании Добсона 1999 года, обнаружил в архивах Кью, одного из районов Лондона, запись от 15 октября 1695 года, согласно которой Уильям Кидд представился 41-летним уроженцем Данди, проживающим в Нью-Йорке 6 лет. Примерно в это время Кидд действительно мог быть в Лондоне для заказа или проверки постройки своего корабля на верфи Уильяма Кастла в Дептфорде.

### Капитан Кидд
Чем занимался Кидд до 1689 года — неизвестно. Имеется рапорт губернатора Британских Подветренных островов генерал-лейтенанта Кристофера Кодрингтона (англ. Christopher Codrington), отправленный 15 августа 1689 года в Лондон, согласно которому к Невису пришёл 16-пушечный французский фрегат «Сент Роз» (фр. Sainte Rose) с английской командой на борту и под предводительством капитана Уильяма Кидда. Согласно донесению Кодрингтона и обрывочным показаниям Кидда, полученным позднее на допросах и в Верховном Суде Адмиралтейства, можно предположить, что Уильям Кидд, плававший в составе английского флота, в 1688 году оказался одним из выживших после кораблекрушения у берегов Гаити. Спасшихся приняло к себе на борт судно французских пиратов, после чего Кидд промышлял вместе с ними в Карибском море и Атлантике до 1689 года.
В ходе войны Аугсбургской лиги 27 июля 1689 года губернатор Мартиники граф де Бленак (фр. de Blénac, занимал пост генерал-губернатора с 1677 года) предпринял атаку на английскую колонию на Сент-Кристофере. К осаде присоединились 120 флибустьеров. Уильям и часть команды (всего двенадцать французов и восемь англичан) оставался на рейде у Бастера, а в ночь с 28 на 29 июля англичане во главе с Киддом перерезали оставшихся на корабле французов и, завладев судном, вышли в море. Известно, что среди англичан, бежавших с Уильямом, был другой известный пират — Роберт Каллифорд. Кидд, избранный капитаном, задал курс на Невис, где корабль был переоснащён в английское каперское судно под названием «Благословенный Уильям» (англ. Blessed William) (добавлены ещё 4 пушки и набрана команда из 80—90 добровольцев).
Кидд продолжил участие в войне Аугсбургской лиги против французов. Он вошёл в состав эскадры Томаса Хьюетсона (англ. Thomas Hewetson), которая 30 декабря 1689 года отправилась в налёт на французский форпост на острове Мари-Галант. 9 января 1690 года Хьюетсон и Кидд возвращаются в Невис, куда 4 января прибыл Тимоти Торнхилл (англ. Timothy Thornhill) во главе 500 солдат на 10 кораблях. К концу месяца Торнхилл, а вместе с ним Хьюетсон и Кидд, попытались захватить Сен-Мартен с двух направлений. Малая часть отряда под предводительством самого Торнхилла подверглась атаке эскадры Жана Дюкасса (5 кораблей и 700 солдат), но благодаря помощи капитанов Кидда и Хьюетсона англичанам удалось спастись. После этого эпизода возросло недовольство команды, считавшей, что она подвергается слишком большому риску при небольшой добыче, и когда 12 февраля Уильям сошёл на берег в Антигуа (Вест-Индия), один из офицеров Кидда, Уильям Мэйсон (англ. William Mason) при поддержке первого помощника Роберта Каллифорда переманил за собой часть команды и увёл у Кидда его «Благословенного Уильяма» вместе с 2000 фунтов, добытыми во время налёта на Мари-Галант. Губернатор Кодрингтон передал Кидду один из недавно захваченных французских кораблей, Уильям донабрал команду, переименовал судно в «Антигуа» (англ. Antigua), и отправился в погоню за Мэйсоном. В марте 1691 года Кидд прибыл в Нью-Йорк, где узнал, что мятежники на «Благословенном Уильяме» побывали там, выполняя поручения самоназванного лейтенант-губернатора Джейкоба Лейслера, но в качестве приватиров уже отправились в Индийский океан.
После этого Кидд остался в Новом Свете, где примкнул к фракции сторонников Вильгельма III, образованной после Славной революции, государственного переворота в Англии. «Антигуа» Уильяма использовалась для переправки оружия и боеприпасов войскам, готовящимся к штурму мятежного Форт-Джеймса, в южном конце острова Манхэттен. 21 марта в Нью-Йорк для восстановления королевской власти Вильгельма и Марии прибыл полковник Генри Слотер (англ. Henry Sloughter), назначенный лейтенант-губернатором ещё 2 сентября 1689 года. Новый губернатор наградил Кидда за лояльность 150 фунтами, кроме того, Уильям получил долю с добычи захваченного им французского судна «Сен-Пьер» (фр. Saint Pierre), которая была незаконно присвоена Лейслером.
16 мая 1691 года в Нью-Йорке Уильям Кидд женился на Саре Бредли Кокс-Уорт (англ. Sarah Bradley Cox Oort), за несколько дней до этого ставшей вдовой. До Уильяма Сара была дважды замужем за торговцами Уильямом Коксом (англ. William Cox) и Джоном Уортом (англ. John Oort), получила после них солидное наследство, в том числе землю, и считалась одной из самых богатых женщин Нью-Йорка. Так как Уильям и Сара объявили о свадьбе через два дня после смерти Джона Уорта, ходили слухи, что смерть последнего не была естественной. В браке у Киддов родилась дочь, также названная Сарой (в некоторых источниках указывается, что у супругов были две дочери: Элизабет (англ. Elizabeth) и Сара).

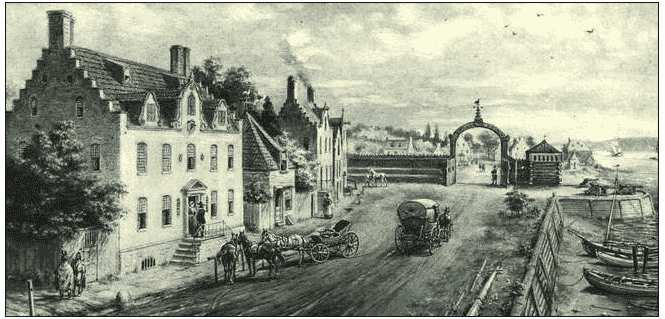
Дом Кидда в Нью-Йорке, Уолл-стрит, 56. 1691 год

В конце весны Кидд в компании с капитаном Уолкингтоном (англ. Walkington) отправился на поиски французского капера, замеченного недалеко от острова Блок. Губернатор Массачусетса Симон Брэдстрит (англ. Simon Bradstreet) в своём донесении Слотеру от 18 июня 1691 года отметил неподобающее поведение двух капитанов, которые уничтожили вражеское судно стоимостью 10 000 фунтов, вместо того, чтобы попытаться его захватить и спасти находящихся на борту пленных англичан или предложить перейти на службу английской короне, усилив её флот.

### Подготовка экспедиции
В 1695 году Вильгельм отстранил уличённого во взяточничестве губернатора Нью-Йорка Бенджамина Флетчера (англ. Benjamin Fletcher) и назначил на его место Ричарда Кута, графа Белломонтского (англ. Richard Coote), до этого занимавшего пост губернатора, одновременно управлявшего Нью-Гэмпширом и Массачусетс-Бэй. Король поручил Куту решить вопрос с пиратами, препятствующими торговле в Нью-Йорке, колонии Род-Айленд и Провиденских плантациях. В декабре этого же года нью-йоркский землевладелец Роберт Ливингстон (англ. Robert Livingston) посоветовал Куту нанять «надёжного и хорошо себя зарекомендовавшего» капитана Уильяма Кидда для карательной экспедиции против известных на тот момент тихоокеанских пиратов: Томаса Тью, Джона Ирландца (англ. John Ireland), Томаса Уэйка (англ. Thomas Wake), Уильяма Мэйза (англ. William Maze) и других, а также любых вражеских французских кораблей. Отказ Уильяма был бы расценён как нелояльность к короне и создал бы заметные проблемы ему и его жене.
Согласно условиям найма, 4/5 от расходов на экспедицию брали на себя члены правительства Новой Англии: генерал-губернатор Нью-Йорка Ричард Кут, потративший 1000 фунтов из собственного кармана, лорд-канцлер Джон Соммерс (англ. John Somers), первый лорд Адмиралтейства Эдвард Рассел (англ. Edward Russell), министр юстиции Чарльз Талбот (англ. Charles Talbot) и некоторые другие. Остальное должны были добавить сам Кидд, которому для этого пришлось продать «Антигуа», и его посредник Ливингстон. Предполагалось, что Кидд будет проводить каперские операции на французских торговых путях и часть добычи отдавать лордам. Причём 1/4 от всей добычи получал экипаж, 1/5 получали Кидд и Ливингстон, 1/10 добычи переходила в королевскую казну, остальное получали лорды. Если же доля, полученная лордами, не окупала затраченные на снаряжение экспедиции средства, Кидд должен был покрыть разницу из своего кармана. В общей сложности лорды рассчитывали к марту 1697 получить 20 000 фунтов прибыли. А если итог от всей полученной добычи превысил бы 100 000 фунтов, то корабль со всем снаряжением становился собственностью Уильяма. По мнению Генри Гилберта (англ. Henry Gilbert), тот факт, что часть добычи Кидд должен был передавать в казну, мог означать, что Вильгельм III также выступал в роли спонсора экспедиции.
В результате Кидд получил новый корабль — галеру-фрегат «Приключение» (англ. Adventure Galley). Судно было спущено на воду в конце 1695 года на верфи Вильяма Кастла (англ. William Castle) в Дептфорде (окраина Лондона), одной из крупнейших частных верфей Англии и поставщика Английской Ост-Индской компании и приобретено Киддом за 8000 (или 6000) фунтов стерлингов в августе следующего года. Внешний вид корабля был необычным для военных судов того времени, одновременно использовались прямые паруса и вёсла, что позволяло маневрировать против ветра и в безветренную погоду. Благодаря трём мачтам и двум рядам вёсел «Приключение» развивало скорость 14 узлов под всеми парусами (около 26 км/ч) и 3 узла на вёслах (5,6 км/ч). Вес судна составлял около 287 тонн, оно было оснащено 34 пушками и могло вместить до 160 человек команды (по другим данным, пушек было 32). Неизвестно, предназначалось ли «Приключение» для военно-морского флота или было переделанным торговым судном, так как, судя по проблемам, которые были у Кидда во время его недолгого плавания (течи), материалы для постройки были низкого качества, что было типично для частных верфей, когда разница шла в карман владельцу.
11 декабря 1695 года Кидд получил каперский патент, согласно которому он был уполномочен захватывать французские суда в Индийском океане. 26 января 1696 года к этому документу было добавлено свидетельство, дававшее право захватывать ещё и пиратские суда, но при этом не причинять вреда никому из союзных Англии государств. Экипаж был набран Киддом в Лондоне, и 6 апреля 1696 года «Приключение» отплыло из Дептфорда. Известно, что после этого произошёл небольшой инцидент: когда «Приключение» отплыло вниз по Темзе, недалеко от Гринвича ему встретилась яхта Королевского военно-морского флота, которую Кидд, проигнорировав традицию, не поприветствовал ответным салютом. В результате к экипажу была применена практика пресса в море, поэтому Кидд добирал экипаж уже в Нью-Йорке, причём из преступников, бывших пиратов. 23 апреля Кидд отплыл из Плимута и взял курс на Нью-Йорк, куда прибыл 4 июля 1696 года. С собой Кидд привёл французское вёсельное рыболовецкое судно, захваченное по дороге, согласно полученному им патенту.

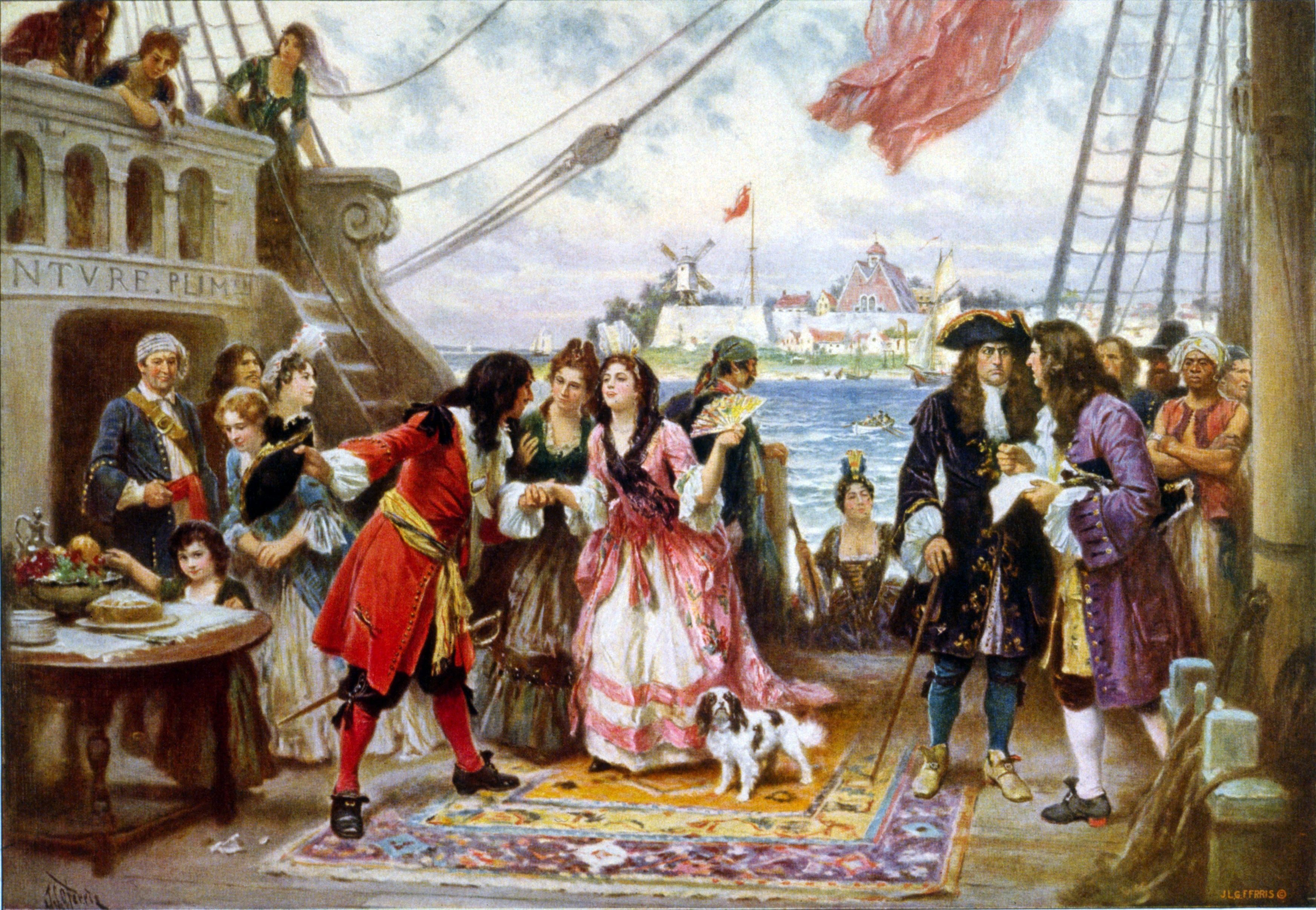
«Капитан Кидд в порту Нью-Йорка», картина Жана Ферриса, 1920 год

Добрав экипаж на вырученные деньги, 6 сентября 1696 года Кидд на «Приключении» вышел на «охоту». Согласно историческим данным, перед экспедицией Кидд принимал активное участие в постройке церкви Троицы в Нижнем Манхэттене (Нью-Йорк).

### Охота на пиратов
6 октября «Приключение» заходило в порт Мадейры, а 19 октября на остров Боавишта (Кабо-Верде), для доставки и получения попутных грузов, после чего Уильям взял курс на мыс Доброй Надежды. Согласно предъявленному в дальнейшем обвинению в пиратстве, первое разбойное нападение Кидда было совершено недалеко от Тулеара, на юго-западе Мадагаскара в конце 1696 года, куда на самом деле «Приключение» после долгого путешествия вдоль западного побережья Африки смогло прийти не ранее 27 января 1697 года. К этому времени корабль нуждался в починке парусов и такелажа, хотя с момента спуска на воду прошло всего 8 месяцев плавания. Это ещё раз подтверждает, что при постройке на верфи были использованы некачественные материалы. После месяца, проведённого на Тулеаре, Кидд отправился на остров Анжуан в архипелаге Коморских островов, куда прибыл 18 марта. На Анжуане обычно ремонтировались суда Английской Ост-Индской компании, однако Кидду не удалось получить кредит у местных торговцев на покупку новых снастей. Поэтому он пошёл к другому острову Коморского архипелага (Мохели или одному из островов Майотта), где «Приключение» подверглось кренгованию и заделке обнаруженных течей. Во время этой процедуры треть экипажа погибла от вспышки эпидемии (холеры, жёлтой лихорадки или малярии). После этого Кидд возвратился на Анжуан, где донабрал команду и получил кредит на новые снасти.
За всё это время Кидд не встретил ни одного пиратского судна, поэтому, согласно последующему заявлению Кидда на допросах и суде, 25 апреля 1697 года он отправился в Индию. Но вначале «Приключение» направилось к Баб-эль-Мандебу у южного входа в Красное море, популярному месту нападений на маршруте пиратского круга, однако и здесь поиски не увенчались успехом. Основной проблемой было то, что торговые или пиратские корабли шли под тем флагом, под которым было удобно и безопасно находиться в данный момент времени, и распознать истинную принадлежность судна было практически невозможно. Согласно последующему заявлению Эдварда Барлоу (англ. Edward Barlow), капитана Английской Ост-Индской компании, Кидд попытался напасть на могольский конвой, дав пушечный залп в сторону торгового судна, следовавшего в сопровождении эскорта Барлоу и начав преследование. Но после того, как Эдвард приказал поднять британский флаг и сделать в сторону «Приключения» 2 или 3 пушечных выстрела, Кидд отступил и скрылся. В дальнейшем были предприняты неудачные попытки захвата голландского и нью-йоркского каперов. В связи с этим часть команды дезертировала и появилась угроза мятежа.
30 октября 1697 года произошёл инцидент, в результате которого Уильям Кидд убил одного из членов своего экипажа. Канонир Уильям Мур (англ. William Moore) занимался заточкой инструмента на палубе, когда на горизонте появился голландский торговый корабль (учитывая происхождение короля Вильгельма, Голландия тогда была союзником Англии). Мур призвал Кидда атаковать, но тот отказался, после чего канонир стал подстрекать команду к бунту. Кидд ударил Мура железным ведром, и тот, получив перелом костей черепа, умер на следующий день. Только через пару месяцев Кидду улыбнулась удача, когда он встретил вражеский французский корабль «Рупарель» (англ. Rouparelle). Судно было захвачено и отконвоировано на Мадагаскар, где на вырученные от продажи захваченного груза деньги Кидд смог выплатить матросам их долю. По другим данным, корабль не был французским, а лишь имел разрешение Французской Ост-Индской компании, офицерами были голландцы, а команда мавританской.

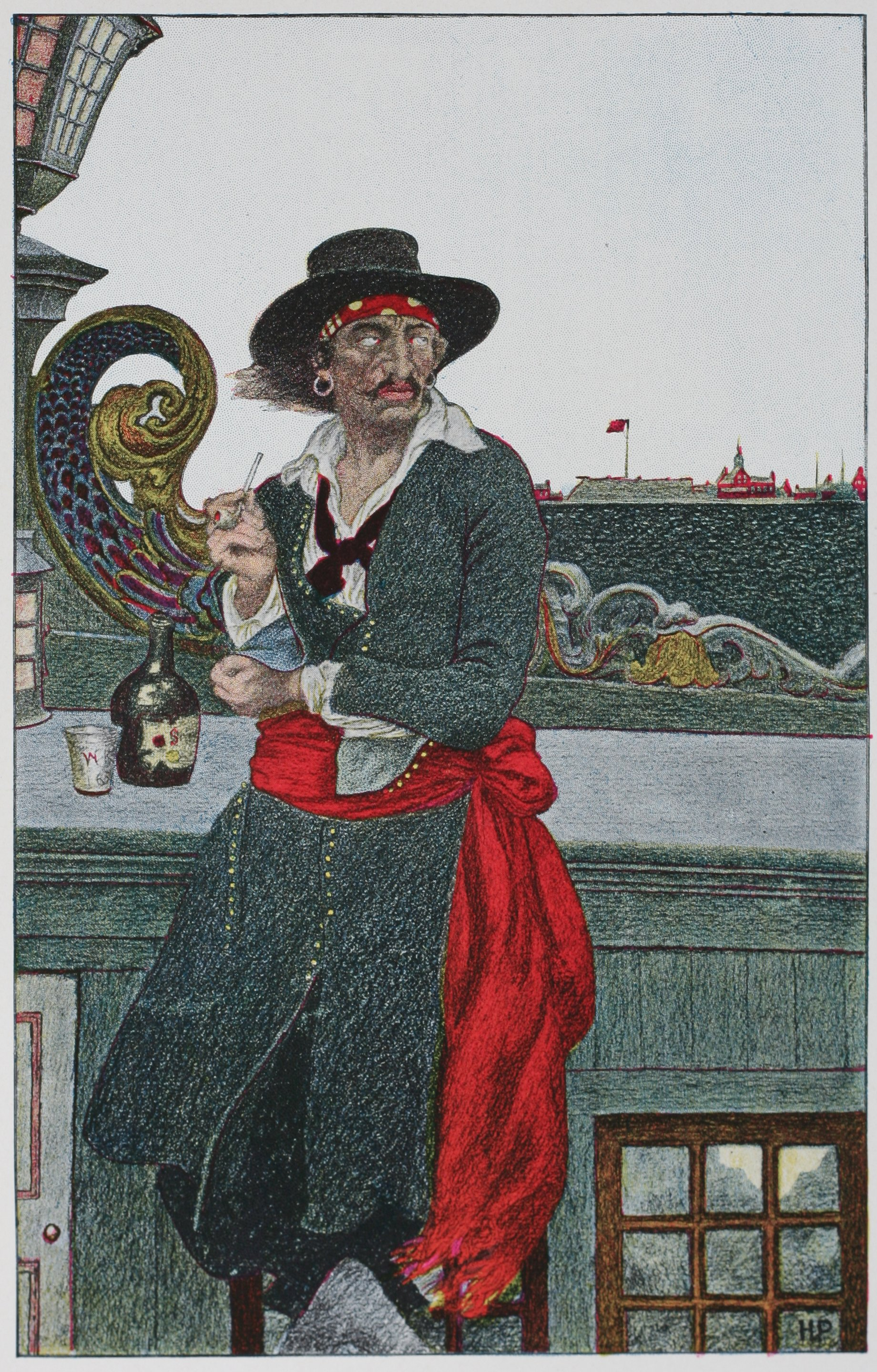
Капитан Кидд отдыхает на палубе своего корабля (иллюстрация из «Книги Говарда Пайла о пиратах»)

30 января 1698 года у Малабарского берега Кидд захватил индийское торговое судно «Кедахский Купец» (англ. Quedah Merchant), нанятое купцами Новой Джульфы. В апреле 1696 года 350-тонный «Купец» выполнял доставку товара Английской Ост-Индской компании из Сурата в Бенгалию, а в начале 1698 года возвращался обратно, имея на борту ценный груз: атлас, муслин, шёлк, золото, серебро и другие товары Восточной Индии. Капитаном «Кедахского Купца» был англичанин Джон Райт (англ. John Wright), в составе экипажа значились два старпома-голландца, французский канонир, 90 индийских матросов и 30 армянских купцов. Судно имело разрешение Французской Ост-Индской компании, выданное уполномоченным Франсуа Мартеном (фр. François Martin), на проход в этих водах и на защиту французской короны. «Кедахский Купец» был замечен в 25 лигах от Кочина, после четырёхчасовой погони Уильям был вынужден применить хитрость: на обоих кораблях Кидда был поднят французский флаг. После этого погоня прекратилась, и когда капитан Райт поднялся на борт «Приключения», Кидд приказал поднять английский флаг. Райт сообщил Кидду, что посредником в этом плавании выступает Английская Ост-Индская компания, и Уильям, обеспокоенный тем, как к этому захвату отнесутся в Лондоне, вынес вопрос на голосование: либо захватить корабль и груз, либо продать груз обратно армянам (на борту был торговец Соги Баба (англ. Cogi Baba), предлагавший выкупить груз по 1/20 от его настоящей стоимости). Экипаж настоял на захвате, и Кидд, пытаясь сохранить контроль над командой, уступил. В качестве оправдания было приведено то обстоятельство, что, с одной стороны, нападение на индийское судно под армянским флагом и под управлением английского капитана с индийской командой не попадало под полномочия каперского патента Кидда, но то, что безопасность прохода гарантировалась французами, врагами англичан, технически делало такой захват допустимым. Однако, когда известия об этом достигли Англии, был разослан приказ Адмиралтейства о преследовании и захвате Кидда, объявленного пиратом, и его сообщников.

### Пират Кидд
Переименовав «Купца» в «Приз Приключения» (англ. Adventure Prize), Кидд отправился к Кочину, чтобы подготовить экспедицию по возвращению в Новую Англию. По пути совместными усилиями экипажей «Приключения», «Рупареля», на этот момент переименованного в «Ноябрь» (англ. November) по названию месяца, в котором он был взят, и «Приза» Уильям захватил ещё одно судно. Обменяв часть груза на золото, эскадра Кидда спешно покинула Кочин, уходя от преследовавших их четырёх кораблей Голландской Ост-Индской компании. После этого Уильям отдал приказ разделиться, чтобы в дальнейшем встретиться у Сент-Мари (позднее остров Нуси-Бураха), недалеко от Мадагаскара.
1 апреля 1698 года Кидд на «Приключении» прибыл к месту сбора, где встретил своего бывшего помощника Роберта Каллифорда и его команду на борту фрегата «Моха» (англ. Mocha). Существуют две основные версии относительно этой встречи. Согласно «Всеобщей истории грабежей и смертоубийств, учинённых самыми знаменитыми пиратами», написанной всего через 25 лет после произошедших событий, встреча Кидда и Каллифорда прошла мирно, и в заверение дружеских отношений Уильям даже передал Роберту в качестве подарка несколько пушек и якорей. Эта версия была сформирована на основе судебных показаний членов экипажа Уильяма: Джозефа Палмера (англ. Joseph Palmer) и Роберта Бредингема (англ. Robert Bradinham). Согласно же версии Ричарда Закса, которая не подтверждена никакими другими источниками, Уильям Кидд был учтив только потому, что на «Приключении» вместе с ним было всего 20 человек, и этих сил было недостаточно, чтобы атаковать пирата Каллифорда и его фрегат. Но как только подошли запаздывавшие «Ноябрь» и «Приз» (согласно некоторым источникам, через 6 недель), Уильям предпринял попытку захвата, но экипаж, ранее шедший на захват любой доступной добычи, отказался нападать на Каллифорда . Оба источника сходятся в том, что практически вся команда Кидда, около 100 человек, решила перейти на сторону Роберта, чтобы получить свою долю добычи за два года плавания. На следующее утро началась разгрузка кораблей Кидда с целью дележа. «Ноябрь» забирали мятежники, перешедшие к Каллифорду, а с «Приключения» и «Приза» люди Каллифорда попытались снять всё более или менее ценное, включая вооружение, паруса, такелаж, якоря.

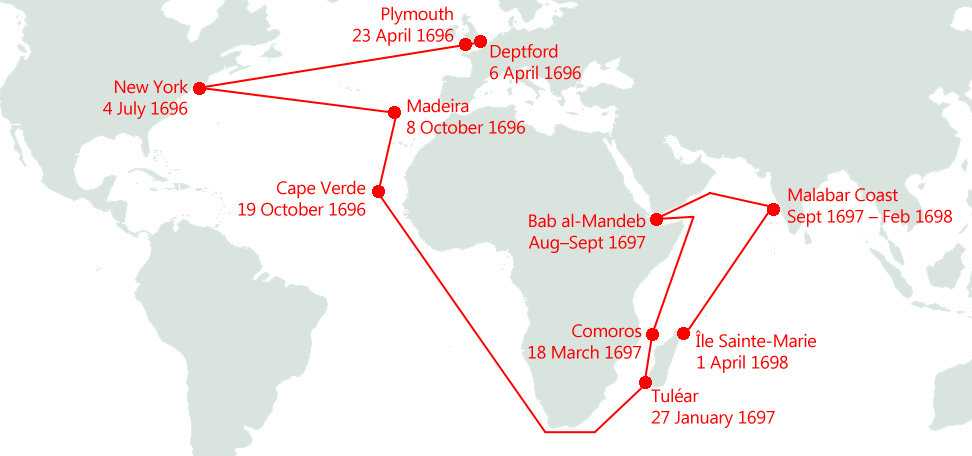
Маршрут, пройденный «Приключением» в 1696—1698 годы

Кидду и оставшимся с ним людям (предположительно 13—15 человек) оставили их долю в добыче и два практически разобранных корабля. Что примечательно, на сторону Кидда перешёл английский капитан и пират Джеймс Келли, плывший с Каллифордом. В результате Кидд на «Призе Приключения» решил возвращаться обратно, в Карибское море. Само «Приключение» пришлось сжечь и затопить из-за корабельных червей и обильной течи, предварительно с корабля было снято всё, что осталось после людей Каллифорда и имеющее хоть какую-то ценность, включая металлические петли. Первыми остановками на обратном пути были Порт-Дельфин и Тулиара, где Кидд пытался купить провиант и доукомплектовать судно.
Опасаясь проблем, так как «Приз» был краденым, хотя каперский патент это позволял, Уильям Кидд избегал заходить в крупные порты, его маршрут пролегал до Аннобона, а оттуда — в Вест-Индию. Спустя 10 месяцев, в апреле 1699 года, Кидд встал на якорь у побережья Ангильи, где впервые узнал, что является пиратом в розыске, его ищут мановары, а у губернаторов колоний имеется приказ на арест его самого и его команды, отданный Адмиралтейством ещё в ноябре 1698 года. Решив, что ему нужен новый корабль, Кидд отправился к испанскому острову Мона, где у торговца Генри Болтона (англ. Henry Bolton) купил шлюп «Святой Антоний» (англ. St. Antonio).
Кидд решил, что лучшим выходом будет отправиться в Нью-Йорк, где он попытается убедить одного из своих покровителей, Ричарда Кута, графа Белломонтского, что служил короне честно и все обвинения в пиратстве ложны. Уильям оставил «Приз Приключения» в одной из лагун Каталины под присмотром Болтона с разрешением продать груз, если будет возможность совершить выгодную сделку. Кидд планировал вернуться в течение трёх месяцев и разделить добычу.

### Арест и казнь Кидда
На тот момент Ричард Кут находился в Бостоне (Массачусетс), куда отплыл ещё в мае 1699 года. В июне Куту сообщили, что Кидд объявился в Нью-Йорке, где встречался со своей семьёй. Понимая, что причастность к действиям Уильяма может пагубно сказаться на его карьере и лучшим выходом для него будет привезти Кидда в Англию в цепях, он отправил Уильяму послание с предложением явиться в Бостон, чтобы решить вопрос с помилованием. Кидд на это согласился, вместе с ответным письмом отправив подарки для миссис Кут, которые она не приняла. По прибытии Уильяма в Бостон 3 июля Кут потребовал от него отчёт об экспедиции, который Кидд согласился доставить утром 6 июля. После того, как Уильям этого не сделал, Кут выдал ордер на арест Кидда. Уильям был арестован в полдень в тот же день, когда он направлялся на встречу с графом Белломонтским, и заключён под стражу в Бостонскую тюрьму (англ. Boston Gaol). Согласно некоторым источникам, Кидд и его люди даже оказали сопротивление. Уильям пытался договориться об освобождении в обмен на указание мест, где спрятаны деньги и ценности и находится «Приз Приключения», однако ему это не удалось. Большую часть времени Кидд провёл в одиночной камере, что могло отрицательно сказаться на его вменяемости.
Для поисков «Приза» и оставшейся добычи Кидда граф Белломонтский снарядил два судна, одним из которых был «Святой Антоний» Уильяма, для плавания в Карибское море. В ходе этой экспедиции выяснилось, что Болтон распродал большую часть груза и вместе с оставшимися людьми Кидда поджёг судно, о чём свидетельствовали местные жители, видевшие «Приз» дрейфующим в устье Рио-Дульсе. Предположительно после этого Болтон отправился в Голландию. Кут повторно направил капитана Натаниэля Кэри (англ. Nathaniel Cary) на «Святом Антонио» в бассейн Карибского моря, чтобы убедиться, что «Приз» действительно сожжён у берегов Эспаньолы, и попробовать вернуть распроданный груз через местные органы власти, в том числе и с Кюрасао.

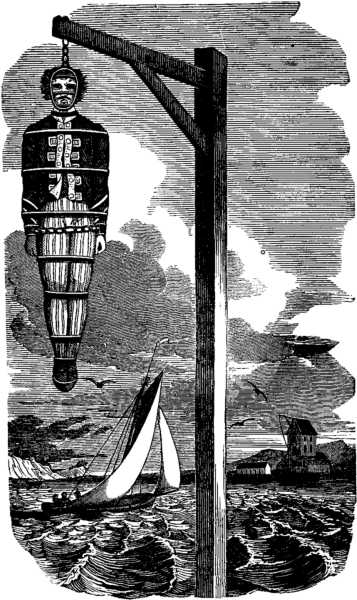
Повешенный Уильям Кидд, иллюстрация 1837 года

В апреле 1700 года Уильяма Кидда и его людей на фрегате «Эдвайс» (англ. HMS «Advice») отправили в Англию для допроса в Парламенте. Очевидно, что новое правительство тори хотело дискредитировать вигов, которые поддерживали Уильяма. Однако на допросах Кидд отказался называть имена, надеясь, что его покровители оценят его лояльность и ходатайствуют королю за него. Существует предположение, что Кидд мог избежать казни, начни он говорить. Ввиду молчания Кидда и бесполезности его в политической борьбе партий он был передан Верховному Суду Адмиралтейства, где ему предъявили обвинения в пиратстве и убийстве Уильяма Мура. В пиратстве вместе с Киддом обвинялись и его люди: Николас Черчилль (англ. Nicholas Churchill), Джеймс Хау (англ. James How), Роберт Ламли (англ. Robert Lumly), Уильям Дженкинс (англ. William Jenkins), Габриэль Лофф (англ. Gabriel Loff), Хью Паррот (англ. Hugh Parrot), Ричард Берликорн (англ. Richard Barlicorn), Абель Оуэнс (англ. Abel Owens) и Дарби Маллинз (англ. Darby Mullins).
В ожидании суда Кидд был заключён в Ньюгетскую тюрьму, откуда написал несколько писем королю Вильгельму с просьбой о помиловании. Уильяму были предоставлены два адвоката, но несмотря на это, 9 мая 1701 года капитан Кидд был признан виновным по всем статьям: убийство и пять случаев пиратства («Кедахский Купец», «Ноябрь», два мавританских и одно португальское судно) и приговорён к смертной казни через повешение. Все его люди также были признаны виновными, кроме троих: Ламли, Дженкинса и Берликорна, которых оправдали, признав, что они были в составе команды Кидда по принуждению. Дарби Маллинз в свою защиту заявил, что он служил королю и, следовательно, не мог ослушаться приказа командира, не понеся за это наказание, согласно английскому морскому праву того времени. Это было лучшее оправдательное заявление, однако судебная комиссия из четырёх человек, капитана Томаса Уоррена (англ. Thomas Warren), эсквайров Израэля Хейса (англ. Israel Hayes), Питера Диленнуа (англ. Peter Delannoye) и Кристофера Полларда (англ. Christopher Pollard), отклонила его по той причине, что Маллинз принимал участие в разделе добычи. На суде присутствовал полковник Томас Хьюетсон, под началом которого Кидд участвовал в двух морских сражениях против французов. Хьюетсон рекомендовал Уильяма как честного и опытного капитана, но комиссия отклонила эти сведения, как не относящиеся к делу за давностью лет. Также комиссия отвергла королевские помилования для Николаса Черчилля и Джеймса Хау, которые сдались губернатору Западного Джерси полковнику Бассу до ареста Кидда (согласно приказу о задержании Уильяма и его сообщников, тем, кто сдастся добровольно и окажет содействие в поимке остальных, король обещал помилование). Басс присутствовал на суде и подтвердил эти сведения, но комиссия поставила под сомнение его компетенцию для получения такой капитуляции от пиратов и в помиловании было отказано. Отвечая на обвинение в дружбе с Каллифордом, Уильям заявил, что был вынужден её принять, так как команда не поддержала его желание в поимке пирата.
Лорды-покровители Кидда не участвовали в суде, лишив подзащитного поддержки. Так, например, нигде не фигурировала информация о захваченных Киддом французских судах. Документы об этом, датированные 1700 годом, всплыли только в начале XX века, их вместе с другими государственными бумагами обнаружили в архиве Лондона (англ. Public Record Office) в 1920 году. Эти данные ставят вину Кидда под сомнение. Многие товары с этих кораблей были проданы с аукциона, как предметы пиратского грабежа, что также не упоминалось в ходе судебного разбирательства. Тем не менее эти сведения никак не предотвратили бы осуждение Уильяма за убийство офицера. Это обвинение строилось на показаниях двух бывших членов экипажа Кидда, Джозефа Палмера и Роберта Бредингема, дававших их в обмен на помилование. Известно, что на суде Кидд не мог свидетельствовать от своего собственного имени, и, согласно судебной процедуре, на перекрёстном допросе свидетелей короля, Палмера и Бредингема, был вынужден отвечать без участия своих адвокатов. Перед вынесением приговора Кидд заявил, что все его показания даны под присягой и ему нечего противопоставить ложным обвинениям и клевете. Перед казнью Кидда посещал капеллан Ньюгетской тюрьмы Пол Лоррен (англ. Paul Lorrain), но Уильям не желал признаваться в своих прегрешениях и просить прощения у Бога.
Казнь проходила 23 мая 1701 года в специальном месте в доках (англ. Execution Dock, современный район Тауэр-Хамлетс) Ист-Энда, где казнили пиратов и разбойников. Известно, что в первый раз верёвка оборвалась и Кидда вешали дважды. В тот же день были повешены Николас Черчилль, Джеймс Хау, Габриэль Лофф, Хью Паррот, Абель Оуэнс и Дарби Маллинз. После казни тела Уильяма и его сообщников были вывешены в Тилбери-Пойнт (англ. Tilbury Point) над Темзой на специальных виселицах для разбойников (англ. Gibbet), где провисели 3 года, как предупреждение морякам и будущим потенциальным пиратам. Вскоре после казни была распространена так называемая баллада «Прощание капитана Кидда с морями», популяризовавшая убеждение, что Кидд был обвинён ложно (по другим данным, текст баллады появился ещё 8 мая, за день до вынесения приговора, и в нём уже содержался вердикт).

## Мифы и легенды

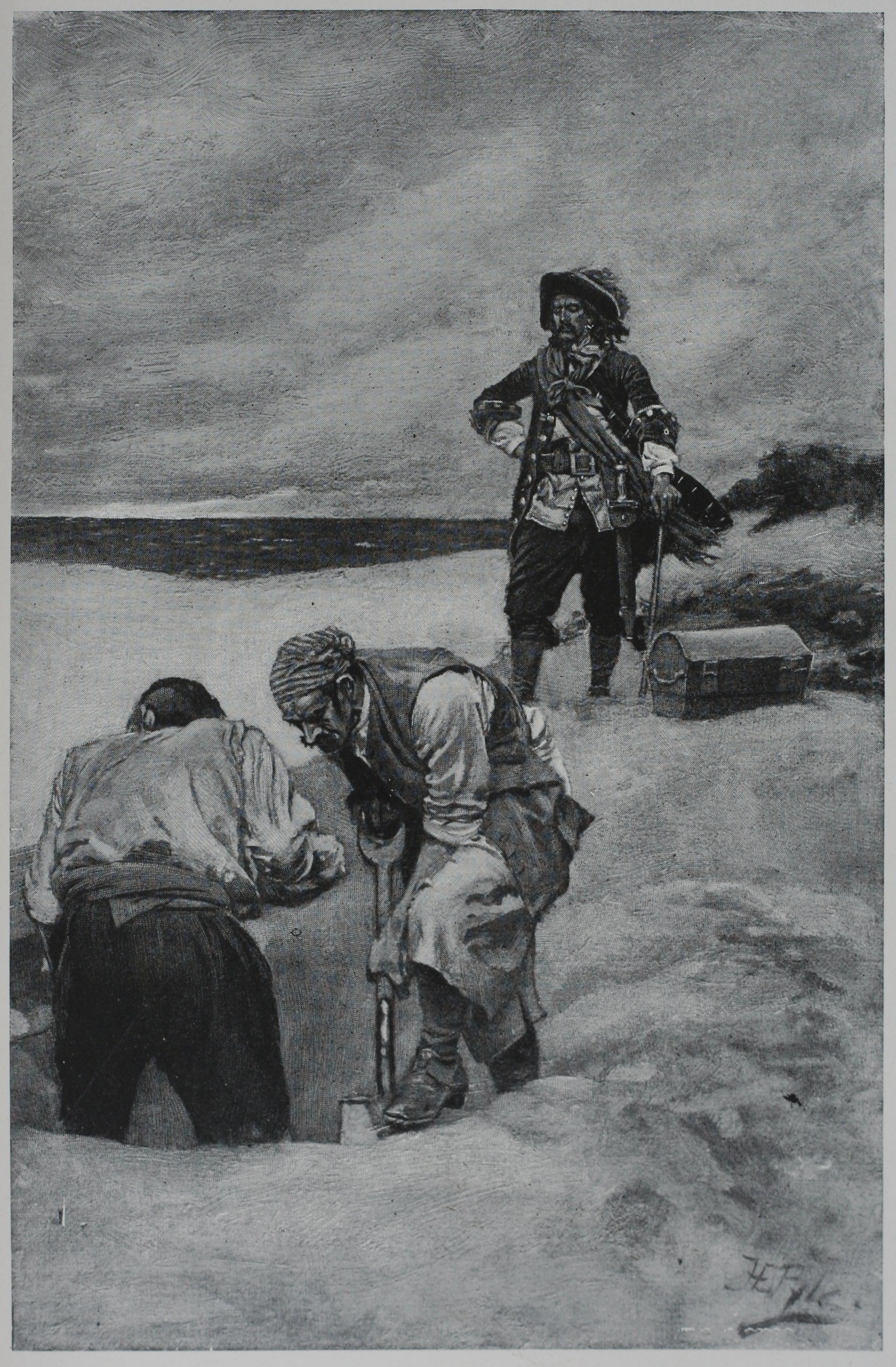
Кидд на Гардинере, наблюдает за захоронением сокровищ (иллюстрация из «Книги Говарда Пайла о пиратах»)

Убеждение, что Уильям Кидд где-то спрятал свою добычу, значительно способствовало росту его популярности. В балладе «Прощание капитана Кидда с морями» 1701 года упоминаются 200 слитков золота и большое количество наличных денег (риксдолларов). Развитию мифа о пиратском кладе способствовали и литературные произведения («Золотой жук» Эдгара По, «Дьявол и Том Уокер» Вашингтона Ирвинга, «Остров сокровищ» Роберта Стивенсона). Многочисленные охотники за сокровищами искали клад Кидда на:
- Дубовом острове в Новой Шотландии[117][118][119][120]. В книге Гарольда Тома Уилкинса (англ. Harold Tom Wilkins) «Капитан Кидд и его Остров Скелета» приводится карта острова, очертаниями отдалённо похожего на Оук[121].
- Гардинере (англ. Gardiners Island) в Саффолке, Нью-Йорке[122][123][124];
- острове Чарльз в Милфорде, Коннектикут[125][126][127][128]
- острове Тримбл (известном также как остров Кидда) в проливе Лонг-Айленд, недалеко от Брэнфорда (англ. Branford), округ Нью-Хейвен (англ. New Haven County), Коннектикут;
- один из островов (англ. Cockenoe Island) Норуолка, округ Фэрфилд, Коннектикут[129];
- острове Гран-Манан в заливе Фанди, где с 1875 года ведутся активные поиски на западной стороне острова, место получило название Money Cove.

Известно, что на острове Гардинер в местечке Cherry Tree Field Кидд спрятал немного денег и ценностей, в чём впоследствии признался на допросах. Клад был найден властями и отправлен в Англию, а его существование послужило ещё одним доказательством вины Уильяма.
В 1699 году Кидд посещал остров Блок, где, согласно легенде, останавливался у миссис Мерси Раймон (англ. Mercy Raymond), дочери матроса Джеймса Сэндса (англ. James Sands). В благодарность за гостеприимство Уильям попросил миссис Раймон держать фартук, а сам кидал в него золото и драгоценные камни, пока тот не был полон. После смерти мужа, Джошуа Раймона (англ. Joshua Raymond), Мерси переехала в Нью-Лондон, где купила большой земельный участок.
Некоторое время в ходу были фальшивые карты и сведения о сокровищах Кидда. Так в 1849 году проходило судебное разбирательство, согласно которому двое молодых людей нашли недалеко от города Палмер (англ. Palmer) в Массачусетсе и попытались продать якобы подлинное письмо Кидда. Кидд писал в 1700 году из Бостона некому эсквайру Джону Бэйли (англ. John Bailey) в Нью-Йорк, где рассказывал о местонахождении спрятанного им на Губернаторском острове клада: двух сундуках с золотом, драгоценными камнями и бриллиантами общей стоимостью 15—20 тысяч фунтов стерлингов. Письмо было признано подделкой.
В 1951 году были зафиксированы две попытки мошенничества: сбор денег для финансирования экспедиции по поиску сокровищ капитана Кидда в Китайских морях, где Уильям по имеющимся данным никогда не был. В обоих случаях были использованы одни и те же документы, признанные экспертами фальшивыми.
В 1983 году Корк Грэм (англ. Cork Graham) и Ричард Найт (англ. Richard Knight) отправились на поиски сокровищ Кидда на Вьетнамский остров Фукуок. Оба были пойманы и осуждены за нелегальное проникновение на территорию Вьетнама. Грэм и Найт провели 11 месяцев в тюрьме провинции Кьензянг, пока их родные не собрали и не выплатили штраф, 10 000 $ за каждого.
В мае 2015 года у берегов Мадагаскара британская команда водолазов нашла под обломками предположительно пиратского корабля серебряный слиток весом 50 килограмм. По первым оценкам специалистов, слиток принадлежал Кидду.

### «Приключение»
В период с 1999 по 2000 годы американский подводный исследователь и археолог Барри Клиффорд (англ. Barry Clifford) обнаружил на дне у острова Сент-Мари остатки корабля, идентифицированного как «Приключение» Уильяма Кидда. Так как корабль был изготовлен из черешчатого дуба, а также по малому количеству находок на месте его обнаружения, было сделано предположение, что перед тем, как судно затонуло, с него демонтировали всё, что возможно. За три экспедиции Клиффорд и его команда обнаружили у Сент-Мари помимо «Приключения» ещё четыре корабля, как предполагается, это могут быть «Рупарель» («Ноябрь»), фрегат «Моха» Роберта Каллифорда, «Летающий дракон» (англ. «Flying Dragon») Кристофера Кондента, известного также как Уильям Кондон (англ. William Condon), и «Новый солдат» (нидерл. «New Soldado») Дирка Чиверса. В дальнейшем об исследованиях «Приключения» Клиффорд написал книгу, в 2001 году находки Клиффорда стали темой одного из эпизодов «Quest», серии программ на телеканале «Discovery».

### «Кедахский Купец» и пушка Кидда

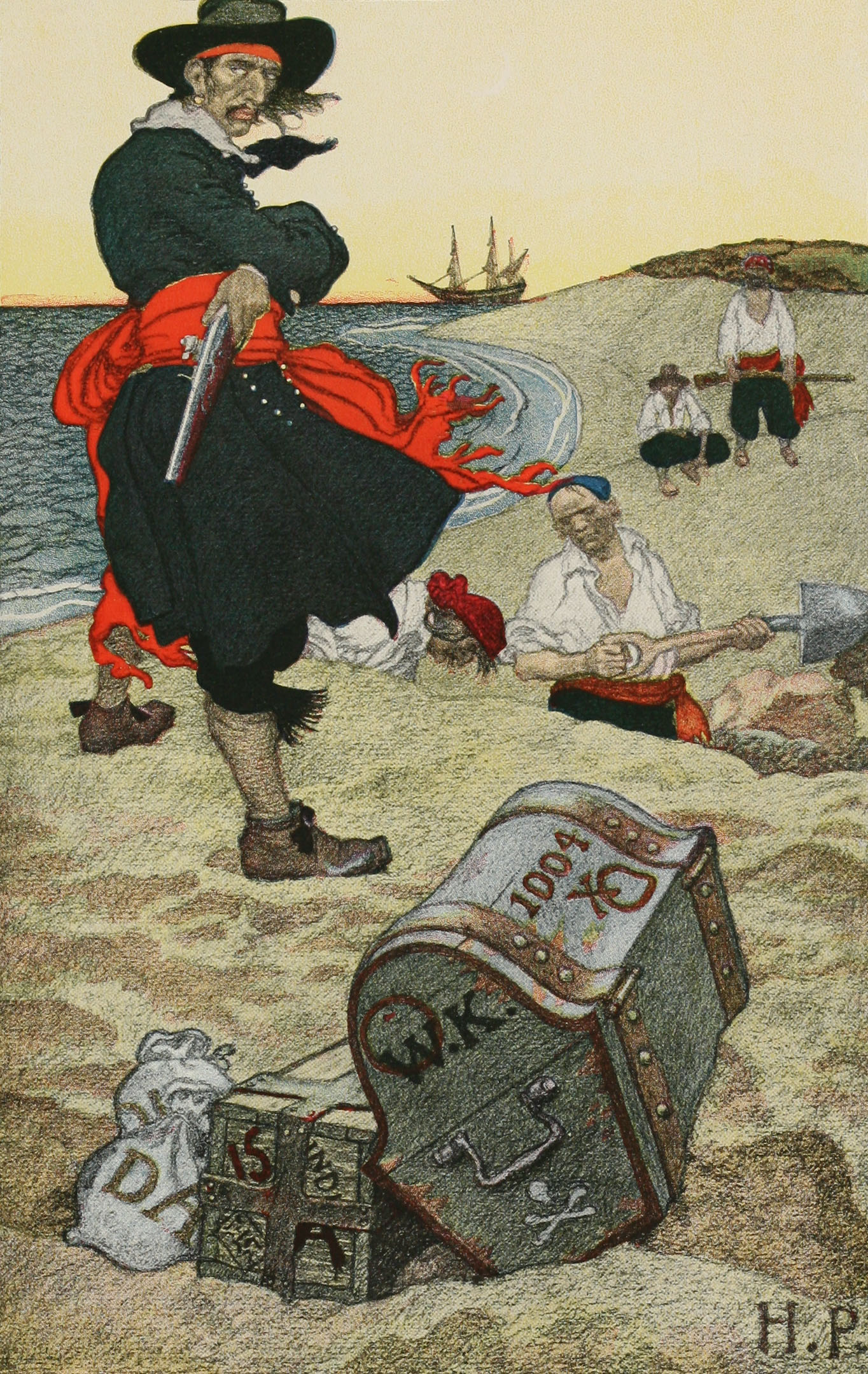
Капитан Кидд контролирует захоронение сокровищ (иллюстрация из «Книги Говарда Пайла о пиратах»)

В декабре 2007 года в 21 метре от побережья острова Каталина (Доминиканская Республика) местными жителями были обнаружены обломки судна, потерпевшего кораблекрушение, которые затем были исследованы археологами из Индианского университета. Команда учёных идентифицировала судно благодаря сохранившимся историческим записям и пушкам, найденным среди обломков. Что удивительно, остатки корабля, который был предметом поисков охотников за сокровищами на протяжении нескольких веков, находились близко от берега, на мелководье, в кристально чистой воде. Индианский университет получил разрешение на организацию в месте обнаружения «Кедахского Купца» подводного заповедника, который будет открыт для туристов.
Судьба судна «Кедахский Купец», нанятого купцами Новой Джульфы и захваченного Киддом в начале 1698 года, — одна из страниц истории армянской торговли, в связи с этим в марте 2008 года группа армянских учёных и клуб морских исследователей «Аяс» (англ. Ayas, Ayas Nautical Research Club) совершили экспедицию к месту крушения.

## Апелляция
В 2009 году завершилась экспедиция Криса Макорта (англ. Chris Macort) к месту обнаружения «Кедахского Купца». На основе полученных данных Крис вместе с исследователем из Бостона Дэном Гамильтоном (англ. Dan Hamilton) собирался издать книгу под рабочим названием «Самый невинный пират» (англ. The Most Innocent of Pirates). Полученные материалы подтверждали два французских документа, которые не фигурировали на суде, а были обнаружены лишь спустя 200 лет после казни Кидда, а также то, что каперский патент Кидда, выданный Вильгельмом III, был отозван без ведома Уильяма. Основываясь на этом и исследованиях Ричарда Закса, Братство капитанов и моряков Данди (англ. Fraternity of Masters and Seamen) решило подать апелляцию в Комиссию по рассмотрению уголовных дел (англ. Criminal Cases Review Commission, CCRC) Бирмингема, которая могла бы направить дело на Суд апелляционной инстанции в Лондоне. Именно управление Братства в 1650-х годах выплачивало пенсию матери Кидда. Причём, согласно английскому законодательству нет никаких временных ограничений на устранение судебной ошибки апелляционным судом. Члены общества считают, что Кидд был умышленно обвинён, потому что был шотландцем, и королю нужно было продемонстрировать жестокую политику по отношению к пиратам, так как Уильям мог откупиться или, по крайней мере, получить не такое строгое наказание.
Инициативу поддержали лорд-провост Данди Джон Летфорд (англ. John Letford) и муниципалитет города, ссылаясь на то, что Уильям Кидд, легендарный капитан и капер, является одной из значимых исторических фигур для города, который стал жертвой подлога и был обвинён несправедливо. Член Шотландской национальной партии и Парламента Шотландии (MSP) Билл Кидд (англ. Bill Kidd), по собственным словам не имеющий с Уильямом никаких родственных связей, призвал законодателей поддержать идею о невиновности капитана Кидда. Первоначально было известно, что найденный семерыми членами совета общества капитанов и моряков известный шотландский адвокат должен был работать бесплатно, однако к августу 2009 года ставки увеличились и представители общества были обеспокоены стоимостью юридических услуг.
Так как нет информации о дальнейшем развитии событий, можно предположить, что дело, случившееся более 300 лет назад, не вызвало массового интереса и капитан Кидд по-прежнему считается пиратом.

## В культуре
Упоминание деяний Уильяма Кидда и отголоски мифа о сокровищах, которые он спрятал, перед тем как сдаться, неоднократно использовались в массовой культуре.

### В литературе
- В повести Марка Твена «Путешествие капитана Стормфилда в рай» (англ. Captain Stormfield's Visit to Heaven) 1907 года есть упоминание Уильяма, где по грандиозности события оцениваются вознесения в рай Кидда и Чарльза Писа (англ. Charles Peace), убийцы-маньяка и скрипача-любителя[153] из Шеффилда.
- В серии книг Джеймса Барри о Питере Пэне упоминается бухта Кидда (англ. Kidd's Creek), где традиционно стоял на якоре корабль Джеза Крюка, капитана пиратов с острова Нетинебудет.
- В приключенческом рассказе Эдгара По «Золотой жук», написанном в 1843 году, речь идёт о поиске сокровищ Кидда, ключ к местонахождению которых был зашифрован при помощи остроумной системы подсчета знаков шифра и сопоставления их с частотой использования букв в английском языке[154].
- Деяния капитана Кидда описываются писателем Говардом Пайлом в рассказе «Том Чист и сундук с сокровищами» (англ. Tom Chist and the Treasure Box), где приводится вымышленное свидетельство того, как Уильям в 1699 году спрятал свои сокровища в Делавэрском заливе на мыса Хенлопен (англ. Cape Henlopen). Рассказ вошёл в «Книгу Говарда Пайла о пиратах» (англ. Howard Pyle's Book of Pirates) 1903 года[155] (в России издана под названием «Пираты южных морей»[156]).
- Вашингтон Ирвинг в рассказе «Дьявол и Том Уокер» (англ. The Devil and Tom Walker) делает предположение, что основную часть своих сокровищ Кидд спрятал в непосредственной близости от Бостона, в одном из болотистых фьордов (по сюжету сокровища охраняет сам дьявол, которого и встретил Том Уокер)[157].
- История Уильяма Кидда использовалась Робертом Стивенсоном при написании «Острова сокровищ».
- Герой романа Фенимора Купера «Зверобой, или Первая тропа войны» Томас Хаттер, хозяин «Замка Водяной крысы», в молодости был товарищем Уильяма Кидда. Действие в романе происходит в 1741—1742 годах.
- В книге детского писателя Роберта Лоусона (англ. Robert Lawson) «Кот капитана Кидда» (англ. Captain Kidd's Cat) повествование ведётся от лица кота Макдермота (англ. McDermot), который рассказывает о морских приключениях Кидда, утверждая, что Уильям на самом деле был не пиратом, а жертвой обстоятельств и пешкой в игре политиков[158].
- Легенда о сокровищах Кидда лежит в основе романа Нельсона Демилля (англ. Nelson DeMille) «Остров Плам» (англ. Plum Island) 1997 года[159][160].
- В серии «Пираты» (англ. Pyrates) детского писателя Криса Арчера (англ. Chris Archer) четверо подростков пытаются разгадать тайну сокровищ Кидда[161][162][163][164].

### Музыка

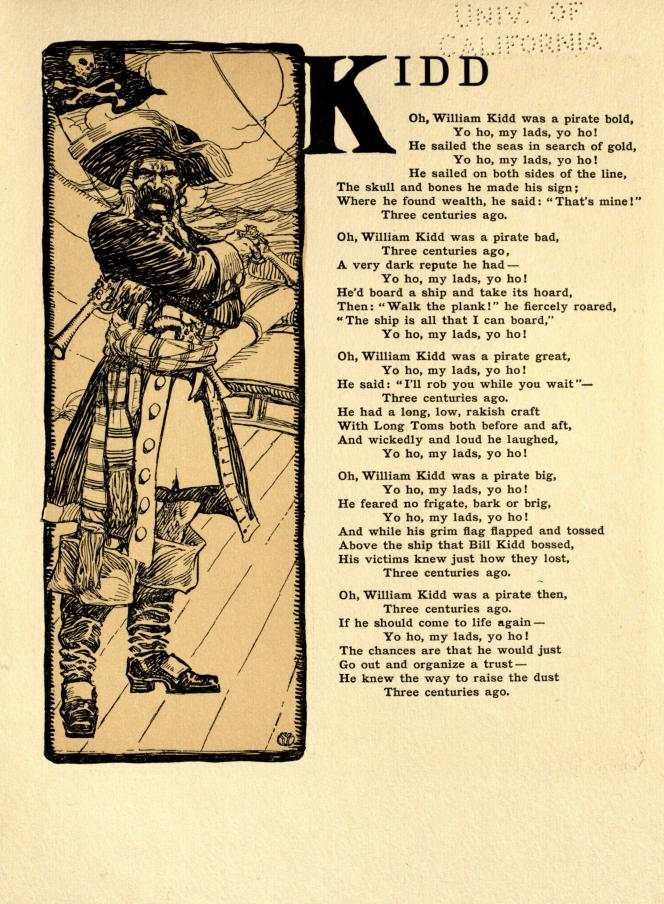
Текст баллады «Капитан Кидд», иллюстрация Эллсуорта Янга, опубликовано в 1905 году

- Легенда о капитане Кидде является основой традиционной английской баллады «Прощание капитана Кидда с морями» (англ. Captain Kidd's Farewel to the Seas) или сокращённо «Капитан Кидд» (Captain Kidd), появившейся в 1701 году. В песне Уильям вспоминает свою жизнь и раскаивается в своих злодеяниях у виселицы. Различные варианты исполнения можно найти у английской фолк-группы «Waterson:Carthy[англ.]» (альбом «Fishes And Fine Yellow Sand» 2004 года)[166] и канадской фолк-рок группы «Great Big Sea[англ.]» (альбом «The Hard and the Easy» 2005 года)[167]. Имеются около 60 различных вариаций баллады по тексту[8] и музыкальному сопровождению[116].
- Известны три песни в жанре метал, основывающиеся на приключениях Кидда: на альбоме 1998 года «The Rivalry» от германской спид-метал группы «Running Wild», об Уильяме повествуют сразу две композиции: «Баллада об Уильяме Кидде» (англ. Ballad of William Kidd) и «Приключение» (англ. Adventure Galley)[168]; а также композиция «Заклейменный позором Капитан Кидд» (англ. The Gibbetted Captain Kidd) от стоунер-метал-группы «Scissorfight[англ.]» с альбома «Balls Deep[англ.]» 1998 года.
- Капитан Кидд упоминается в тексте сингла «The Land of Make Believe[англ.]» (1981 год) британской поп-группы «Bucks Fizz»[169]

### Кинематограф
- В 1945 году вышел фильм режиссёра Роулэнда Ли «Капитан Кидд» (Captain Kidd), где роль Уильяма сыграл Чарльз Лоутон[170][171]. Герой Лоутона представлен расчётливым и манипулятивным социопатом.
- В 1952 году знаменитый комедийный дуэт Эбботта и Костелло обыграли встречу с капитаном Киддом «Эбботт и Костелло встречают капитана Кидда», в роли которого снова выступил Чарльз Лоутон[172][173].
- В 1954 году вышел фильм «Капитан Кидд и рабыня» (англ. Captain Kidd and the Slave Girl), где главные роли исполнили Энтони Декстер (англ. Anthony Dexter) и Эва Габор[174]. По сюжету героиня Габор притворяется рабыней, чтобы выведать у Кидда информацию о его сокровищах.
- В приключенческом фильме Кевина Коннора «Чёрная борода» (Blackbeard) 2006 года описываются последние недели жизни знаменитого английского пирата Эдварда Тича, который одержим поиском сокровищ капитана Кидда[175].

### Игры
Не обошли вниманием легенды о Кидде и в игровой индустрии:
- В 1896 году американская компания Parker Brothers[англ.] представила настольную игру «Капитан Кидд и его сокровища» (англ. Captain Kidd and His Treasure)[177].
- По сюжету многопользовательская онлайн-игра «Pirates of the Burning Sea», действия которой разворачиваются в Карибском море 1721 года, Уильям Кидд подкупил палача и бежал перед казнью, после чего основал на Тортуге новую коалицию берегового братства и стал одним из влиятельных пиратов испанского материка (от англ. Spanish Main)[178]. По достижении определённого уровня персонаж игрока может получить от капитана Кидда миссию по спасению его сына Джеймса (англ. James Kidd)[179].
- В игре «Sid Meier’s Pirates!» капитан Кидд является одним из девяти известных пиратов, с которыми персонаж игрока должен конкурировать[180][181].
- В игре «Assassin’s Creed III» по завершении миссии «Потерянные руины Майя» персонаж игрока получает легендарный меч капитана Кидда. Также в побочных миссиях можно добыть четыре части карты, указывающей местоположение сокровищ Кидда. В игре «Assassin’s Creed IV: Black Flag» тоже фигурирует внебрачный сын Уильяма Кидда — Джеймс (правда, здесь это переодетая женщина-пират Мэри Рид).
- В японской ролевой игре «Persona 5» (из серии «Shin Megami Tensei: Persona») капитан Кидд является одной из двух персон Рюдзи Сакамото[182].

### Комиксы и анимация
- В манге «One Piece» присутствует персонаж Юстасс «Капитан» Кид, названный в честь Уильяма.
- В 4-м сезоне (1991 год) мультсериала «Битлджус» был представлен циклический персонаж Капитан Киддер (англ. Captain Kidder) — пародия на Уильяма. Киддер появлялся в нескольких эпизодах, связанных с морским пиратством и сокровищами (например, 55-й эпизод «It’s a Big, Big, Big, Big, Ape» от 22 ноября).
- В аниме «Кинжал Камуи» (англ. The Dagger of Kamui) 1985 года ведутся поиски сокровищ Кидда с целью держать сёгунат у власти[183].